# Skynet 1B
Skynet–1B angol katonai hírközlési műhold.

## Küldetés
A katonai hírszerzés az 1960-as évektől használ műholdakat. Az amerikai és a szovjet rendszer után létrehozta a Skynet elnevezésű saját katonai kommunikációs műholdját. Feladata elősegíteni az angol katonai összeköttetések (telefon, fax, távirat) biztonságát, az érdekeltségi területekkel, objektumokkal.

## Jellemzői
Gyártotta a Philco Ford, üzemeltette a Paradigm Secure Communications. A legnagyobb felhasználó a Government Communications Headquarters (GCHQ) volt.
Megnevezései: Skynet 2; Skynet B; COSPAR: 1970-062A; Kódszáma: 4493.
1970. augusztus 19-én a Floridából, a Cape Canaveral űrközpontból, a LC–17A (LC–Launch Complex) jelű indítóállványról egy Thor–Delta M (561/D80) hordozórakétával állították magas Föld körüli pályára (HEO = High-Earth Orbit). A pályába emelő hajtómű technikai hibája miatt nem sikerült a geoszinkron pálya beállítása. Az orbitális pályája 636,5 perces, 28° hajlásszögű, elliptikus pálya perigeuma 270 kilométer, az apogeuma 36 041 kilométer volt.
Technikai eszközeinek alkalmazásával segítette a meteorológiai szolgálatot, és a radarok kalibrálást.
Tömege 243 kilogramm. Formája hengeres, magassága 810, átmérője 1370 centiméter. Forgás-stabilizált űreszköz. A telemetriai kapcsolatot antennák segítségével biztosították. Az űreszköz felületét napelemek borították, éjszakai (földárnyék) energia ellátását kémiai akkumulátorok biztosították. Szolgálati idejét egy évre tervezték.